# Luis Montestruc Rubio
Luis Montestruc Rubio (Tardienta, 1868 - Biescas, 1897) fue un periodista, escritor y político español, fundador del periódico zaragozano Heraldo de Aragón.

## Biografía
Hijo de un terrateniente fabricante de yesos de la localidad oscense de Tardienta, su biografía se encuentra marcada por su decidido sentido republicano y sus tempranas inclinaciones literarias. Ingresó con quince años como periodista en el Diario de Avisos debido a la amistad de su padre con Calixto Ariño, su fundador. En él trabajaría hasta 1894, fecha en la que funda y dirige La República ("órgano de todos los republicanos"), publicación de vida efímera.
Dirigió La Ilustración Aragonesa (1888), publicación en la que colaboraron, entre otros, Leopoldo Alas "Clarín", Labastida, Berned, Faustino Sancho y Gil, Florencio Jardiel, Mariano de Cavia, Marcos Zapata, Marceliano Isábal, Luis Ram de Viu, Luis Royo Villanova, Mariano de Pano y Ruata y otros intelectuales de la época. Participaría también en "La Defensa Regional" (1893) con Leopoldo Romeo y Juan Pedro Barcelona. 
El 20 de septiembre de 1895 apareció el primer número de Heraldo de Aragón, periódico fundado por Montrestuc en la ciudad de Zaragoza y que se definía como órgano estrictamente informativo, de carácter liberal e independiente de vinculaciones políticas. 
Enfermo de gravedad, vendió el 2 de noviembre de 1896 el diario a su amigo y antiguo compañero en Diario de Avisos, Antonio Motos Martínez, si bien siguió figurando nominalmente como director hasta su muerte, por tuberculosis, en su retiro de Biescas, a los veintinueve años de edad.
Como político, fue fundador del Partido Republicano Centrista, diputado provincial en la corporación de Zaragoza y por el distrito de Tarazona-Borja. Orador brillante, poeta y dramaturgo, estrenó con éxito en Zaragoza el drama “Blanca”.